# Pedro Ventayol Suau
Pedro Ventayol Suau (Alcudia, Islas Baleares, 1873 - ibídem, 1945) fue un farmacéutico e historiador español.

## Biografía
Nació en el casal de Ca'n Tem en la calle de la Iglesia 14, de la ciudad de Alcudia en el año 1873. Se licenció en Farmacia en la Universidad de Barcelona en el año 1899. Al año siguiente ganó la plaza de apotecario titular de Alcudia, cargo que mantuvo hasta la fecha de su muerte.
Fue el primer historiador que escribió obras de gran importancia sobre la historia local de Alcudia: destaca la obra Historia de Alcudia, que en su primer volumen habla de la antigua capital romana, Pollentia.
Fue corresponsal en su ciudad natal de la prensa diaria. El Ayuntamiento de Alcudia le dedicó el nombre de un paseo, muy próximo a la Iglesia de San Jaime y una placa conmemorativa en su casa natal. Murió en 1945. El 21 de julio de 1982 fue nombrado Hijo predilecto de Alcudia. Durante las navidades del 2008, el municipio que lo vio nacer, le dedicó un homenaje al cumplirse los 80 años de la publicación de su obra Historia de Alcudia en el periódico La Última Hora.